# Insming
Insming (deutsch Insmingen) ist eine französische Gemeinde mit 601 Einwohnern (Stand 1. Januar 2022) im Département Moselle in der Region Grand Est (bis 2015 Lothringen). Sie gehört zum Arrondissement Sarrebourg-Château-Salins.

## Geographie
Insming liegt in Lothringen, etwa 60 Kilometer südöstlich von Metz, 40 Kilometer nordöstlich von Château-Salins und drei Kilometer nordöstlich von Albestroff (Albesdorf) an der rechten Seite der Albe auf einer Höhe zwischen 215 und 273 m über dem Meeresspiegel. Das Gemeindegebiet umfasst 7,28 km².

## Geschichte
Das Dorf wurde erstmals 775 erwähnt und gehörte seit dem Mittelalter zum Herzogtum Lothringen, das Teil des Heiligen Römischen Reiches war. Die Herren von Insmingen gab es schon im 13. Jahrhundert. Die Ortschaft war einst ein kleines von Mauern und Wassergräben umgebenes Städtchen, die aber bereits um die Mitte des 18. Jahrhunderts zerstört waren. Im Zusammenhang mit dem Friedensabkommen von Wien 1738 wurde das Herzogtum 1766 von Frankreich annektiert.
Im Jahr 1621 verlieh Herzog Heinrich II. dem Flecken Marktrechte, der Ort hatte dann jedoch im Dreißigjährigen Krieg zu leiden. Während der Kriegshandlungen rettete ein Offizier über einen unterirdischen Gang das Stadtarchiv im Rathausturm und konnte das Städtchen lange halten, doch dann wurde es ebenfalls entvölkert und die Stadthalle zerstört. 1664 gab es nur noch 80 Haushaltungen. Vor dem südwestlichen Ortseingang, von Albestroff her, wo die von den Schweden zerstörte alte Kapelle gestanden haben soll, wurde ein Kreuz errichtet. Bis 1691 gab es hier auch ein Tribunal, genannt Mairie Cour, dem neun Orte einer Bürgermeisterei (Mairie) unterstellt waren.
Hier war im 11. Jahrhundert auch ein Priorat. Die Geistlichen, die es verwalteten, wurden jedoch wegen Zügellosigkeit vertrieben, worauf Graf Dietrich II. von Bar die Kirche durch eine im Jahr 1099 in Altkirch ausgefertigte Urkunde der Abtei in Saint-Mihiel übertrug. Die Schenkung wurde 1106 von Papst Paschalis II. und 1152 von Stephan von Bar, Bischof von Metz, bestätigt.
Durch den Frankfurter Frieden vom 10. Mai 1871 kam die Region an das deutsche Reichsland Elsaß-Lothringen, und das Dorf wurde dem Kreis Château-Salins im Bezirk Lothringen zugeordnet. Die Dorfbewohner betrieben Getreidebau und Viehzucht; am Ort gab es eine Mühle.
Nach dem Ersten Weltkrieg musste die Region aufgrund der Bestimmungen des Versailler Vertrags 1919 an Frankreich abgetreten werden. Im Zweiten Weltkrieg war die Region von 1940 bis 1944 von der deutschen Wehrmacht besetzt.
Von 1973 bis 1984 war Insming Teil der Gemeinde Albestroff.

### Demographie
Im Jahr 1871 hatte das Dorf 835 meist katholische Einwohner, darunter drei Evangelische und 92 Juden.
| Jahr      | 1962 | 1968 | 1975 | 1982 | 1990 | 1999 | 2007 | 2019 |
| Einwohner | 573  | 574  | 547  | 585  | 631  | 607  | 594  | 598  |

Siehe auch: Jüdische Gemeinde Insming.

## Sehenswürdigkeiten

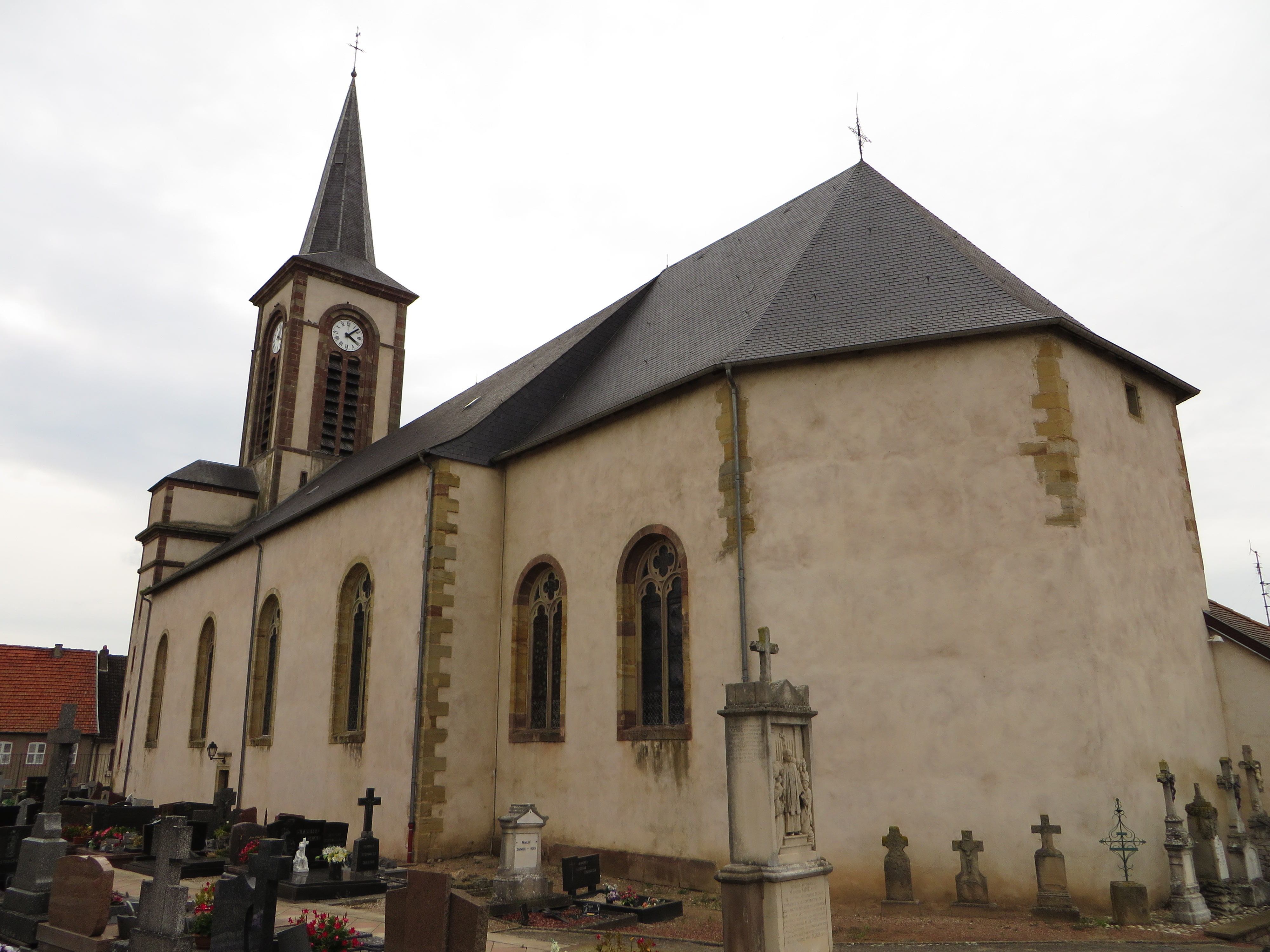
Kirche St. Clément
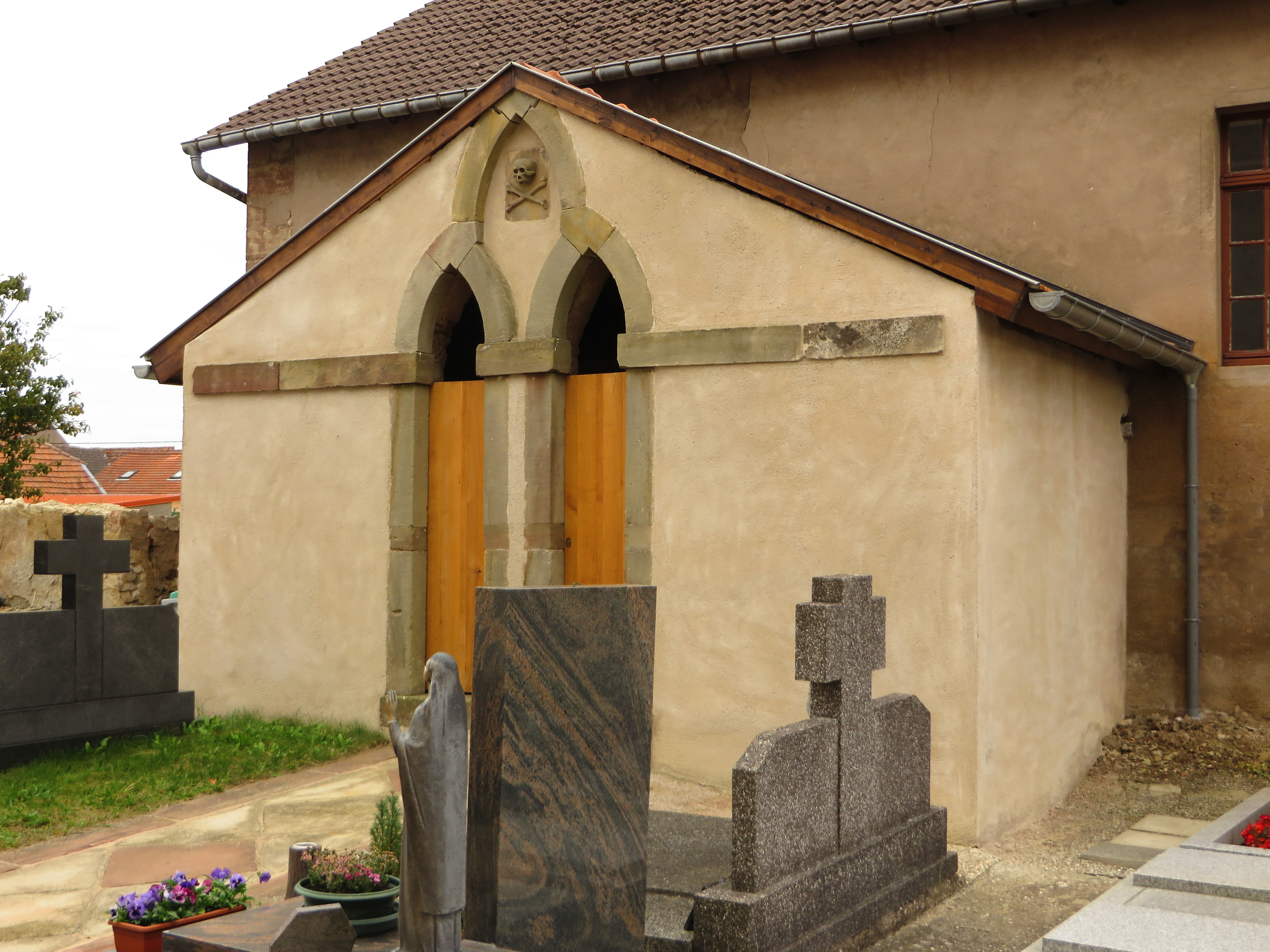
Beinhaus am Friedhof

- Kirche St. Clément
- Beinhaus am Friedhof

## Wappen
Das sehr reich beladene Gemeindewappen entspricht dem vollständigen Wappen von Lothringen, wie es von den Herzögen seit Anton II. um 1540 getragen wurde. Über den vier mittleren Achteln liegt das „einfache“ Wappen von Lothringen. Die einzelnen Wappenteile spiegeln verschiedene Besitztümer und Nebenlinien der lothringischen Herzöge wider: so Wappenteile aus Ungarn, Anjou, Sizilien, Jerusalem, Aragon, Geldern, Jülich oder Bar.